# Benito Ramírez del Toro
Benito Ramírez del Toro (nascut l'11 de juliol de 1995), conegut simplement com a Benito, és un futbolista professional canari que juga a la UD Las Palmas com a lateral esquerre, migcampista ofensiu o extrem.

## Carrera
Nascut a L'Aldea de San Nicolás, Las Palmas, Illes Canàries, Benito es va incorporar a la formació juvenil de la UD Las Palmas el 2010, després d'iniciar la seva carrera a la UD San Nicolás. Va debutar com a sènior amb el filial durant la temporada 2012-13, aconseguint l'ascens a Tercera Divisió.
Utilitzat habitualment durant la campanya 2013-14, Benito va patir una lesió l'abril de 2014 i va romandre baixa durant gairebé sis mesos. En tornar, va ser destinat a l'equip C de les lligues regionals.
El 8 de juliol de 2016, ja de tornada a l'equip B, Benito va signar un nou contracte de dos anys amb el club, amb opció a un tercer. El 20 de gener següent va debutar amb el primer equip i la Lliga, substituint el golejador Mateo García en un empat a casa per 1-1 contra el Deportivo de La Corunya.
El 16 de juny de 2017, Benito va ascendir a la plantilla principal per la pretemporada, però va passar la major part de la campanya amb l'equip B. El 13 de juny de l'any següent va ascendir definitivament a la plantilla principal de Segona Divisió.
El 31 d'agost de 2018, després de renovar el seu contracte fins al 2021, Benito va ser cedit al CF Rayo Majadahonda de segona divisió per un any. Va marcar el seu primer gol com a professional el 10 de març de l'any següent, marcant el primer gol en una derrota a casa per 2-0 d'l'AD Alcorcón.
En tornar, Benito va ser assignat definitivament al primer equip de Las Palmas, i va renovar el seu contracte amb el club fins al 2024 el 19 d'octubre de 2020. El 21 de juny de 2023, tot i passar la segona meitat de la campanya 2022-2023 curant una lesió a l'esquena, va ampliar encara més el seu enllaç fins al 2025.